# ГЕС Мостар
ГЕС Мостар — гідроелектростанція у Герцеговині (південний схід Боснії і Герцеговини), споруджена на річці Неретва за шість кілометрів на північ від Мостара. Є нижнім ступенем каскаду, знаходячись після ГЕС Салаковац.
Для спорудження станції річку перекрили бетонною гравітаційною греблею висотою 28 метрів, довжиною 256 метрів та шириною по гребеню 7 метрів, на яку пішло 256 тис. м3 бетону (крім того, 110 тис. м3 матеріалу для кам'яно-накидної дамби). Це утворило водосховище площею поверхні 1,9 км2 та об'ємом 10,9 млн м3 (корисний об'єм 6,4 млн м3), для якого нормальним є коливання рівня між позначками 72 та 78 метрів над рівнем моря.
Машинний зал, включений у конструкцію греблі, обладнаний трьома турбінами типу Каплан загальною потужністю 72 МВт. При середньому напорі у 21,7 метра це забезпечує виробництво приблизно 0,2 млрд кВт·год на рік. 
Видача продукції відбувається по ЛЕП, що працює під напругою 110 кВ.
У 1993 році внаслідок бойових дій під час хорватсько-мусульманського конфлікту станція зазнала пошкоджень та була повторно введена в експлуатацію у 1997 році після відновлювальних робіт.